# Врангель, Николай Николаевич
Барон Никола́й Никола́евич Вра́нгель (2 [14] июля 1880, Головковка, Киевская губерния — 15 [28] июня 1915, Варшава) — русский историк искусства, автор ряда работ по вопросам русского и западного искусства, яркая фигура художественного Петербурга времён Серебряного века, музейный деятель; младший брат генерала барона Петра Врангеля.

## Биография
Родился 2 (14) июля 1880 года в имении Врангелей Головковка в Киевской губернии — сын Николая Егоровича Врангеля (1847—1923) и Марии Дмитриевны Дементьевой-Майковой (1856—1944). Его старший брат — один из главных руководителей Белого движения в годы Гражданской войны в России Пётр Николаевич Врангель (1878—1928); младший брат Всеволод (1884—1895) умер в детстве.
В 1890 году семья переехала в Ростов-на-Дону, где Николай Николаевич учился в Ростовском реальном училище. В 1897 году, после переезда семьи в Санкт-Петербург, продолжил обучение в петербургском Петровском четвёртом реальном училище, которое из-за слабости здоровья не смог окончить; был увезён родителями за границу и более года лечился в Италии.
В 1900 году окончательно поселился в Петербурге.
Как отмечал Ф. М. Лурье:

Фактически он получил домашнее образование, в большей степени — самообразование. Продолжать посещение учебных заведений он не стал, да это и не требовалось: уже тогда его знаниям удивлялись многие известные специалисты, вскоре удивление и восхищение вызвали необыкновенная трудоспособность и глубина исследований. Формально, исходя из общепринятых понятий, Врангеля следует назвать дилетантом.

В ноябре 1901 года поступил на службу в Собственную Его Величества Канцелярию по учреждениям Императрицы Марии.
Годы активной деятельности Н. Н. Врангеля совпали с расцветом русского искусствоведения. Занимался сбором и организацией художественных выставок. Последняя выставка, организованная Н. Н. Врангелем, прошла в 1912 году.
В 1901 году барон Врангель организовал выставку «Русская портретная живопись за 150 лет (1700—1850)», которая открылась в залах Академии наук в марте 1902 года. Каталог выставки, им составленный, стал первым печатным трудом Н. Н. Врангеля. В этом же году он предпринял большую поездку по русским усадьбам, по Каме и Волге, с целью поиска в них произведений искусства, в поисках материалов об «Арзамасской школе» А. В. Ступина, посетил Арзамас.
В 1903 году он принял деятельное участие в устройстве выставки «Старый Петербург» на Морской улице, совместно с С. А. Щербатовым и В. В. фон Мекк; составил каталог выставки. В марте 1905 года при энергичном участии Врангеля С. П. Дягилев устроил выставку портретов в Таврическом дворце, для которой барон Н. Н. Врангель составил биографический указатель художников и напечатал в журнале «Искусство» статью о выставке, являющуюся попыткой исторического обзора русской живописи.
В 1904 году он также составил и издал двухтомный каталог с научными комментариями «Русский Музей Императора Александра III. Живопись и скульптура». Современный исследователь[кто?] отмечает: 

Уже в этом издании определился индивидуальный стиль Н. Врангеля. Он скрупулезно описывал произведения, коллекции, выставки (количество сносок в некоторых статьях превышает две сотни). Такой подход должен был повлиять на жизнь автора, заполнив её напряженным, самоотверженным трудом в архивах, библиотеках, личных фондах Петербурга и Москвы, пристальным изучением подлинников в музеях, частных коллекциях России и Европы
В 1906 году поступил на службу в отделение живописи Императорского Эрмитажа и пробыл там до 1908 года.
В 1907 году вышел первый номер журнала «Старые годы», в котором барон Н. Н. Врангель стал постоянным автором: в нём было напечатано его 47 сообщений и 23 статьи.

«Врангель не был замкнутым специалистом — учёным. Врангель был общественным деятелем. Врангель не занимался прошлым. чтобы найти в нём баюкающую <…> силу забвения. Врангель и в прошлом искал разгадку тому, что такое современная Россия. Одно возбуждение его исканий показывает в нём необычайную любовь к родине, а от истинной любви прямая дорога почти всегда приводит к пониманию» . — А. Н. Бенуа 
В 1907 году он составил раздел «Скульптура» для издававшейся И. Кнебелем под редакцией И. Грабаря «Истории русского искусства». Работал в общем архиве Министерства Императорского Двора.
В октябре 1908 года вошёл в состав учредителей Музея Старого Петербурга; в ноябре организовал выставку «Старые годы» в Петербургском Обществе поощрения художеств, сопровождавшуюся скандалом между бароном Врангелем и М. П. Боткиным. В конце года уехал за границу; посетил Мюнхен, а также Рим, где вместе с А. А. Трубниковым изучал коллекции графа Г. С. Строганова; объездив Италии, посетил Париж и Гаагу. Весной 1909 года, после возвращения в Петербург, за «оскорбление действием М. П. Боткина» провёл некоторое время под арестом.
Летом 1909 года, вместе с А. А. Трубниковым объехал 25 помещичьих усадеб по всей России и написал статью «Искусство помещичьей России», опубликованную в 1910 году. В июле он посетил усадьбы под Петербургом — «Потёмкинская дача» на станции «Островки», мыза «Пелла» Саввы Яковлева и др.; в августе совместно с С. Маковским и А. Трубниковым посетил подмосковные усадьбы: Никольское князя Голицына, Покровское княгини Шаховской-Глебовой-Стрешневой. Также посетил Калугу, Орёл, Рязань, Тулу. Врангель составил список поместий, описание их убранства, указал печатные труды, где они упоминались. На выставках, организованных им впоследствии, предпринимались попытки воссоздания атмосферы, окружавшей ту или иную вещь, детальное изучение усадебной культуры России XVIII века
В октябре 1909 года он был избран членом Дирекции Музея Старого Петербурга.
Весной 1910 года, 2 марта, был восстановлен в должности в Императорском Эрмитаже; в апреле выехал на два месяца в Брюссель для участия в устройстве русского отдела на Международной выставке.
В 1911 году стал редактировать художественный и литературный журнал «Аполлон» — до ноября 1912 года.
Весной 1911 года им была организована выставка А. Г. Венецианова из частных собраний, а также Историческая выставка архитектуры в залах Императорской Академии художеств. В апреле 1911 года в Обществе защиты и сохранения в России памятников искусства и старины им был сделан доклад о «Помещичьей России». С мая по июль 1911 года — в заграничной командировке: Дрезден, Франкфурт, Гейдельберг, Реймс, Париж, Копенгаген, Стокгольм, в конце июля возвратился в Петербург.
В ноябре 1911 года в Париже отбирал работы для выставки «Сто лет французской живописи», открывшейся в январе 1912 года в доме графини Сумароковой-Эльстон на Литейном проспекте. В декабре того же года в Русском музее он организовал выставку «Орест Кипренский в частных собраниях».
В 1912—1915 г. читал лекции по истории русской и французской живописи в Институте истории искусств графа Зубова.
В 1912 году стал комиссаром выставки в Академии наук «Ломоносов и Елизаветинское время», а затем там же — аналогичной Романовской выставки.
В сентябре 1912 года принял участие в международном конгрессе историков в Риме.
3 августа 1912 года стал Кавалером Ордена Почетного Легиона.
Был в дружеских отношениях с художником Сергеем Судейкиным, c поэтом Михаилом Кузминым.
30 апреля 1913 года открыл выставку «Наследие Великой княгини Марии Николаевны» в помещении Императорского Эрмитажа.
С начала Первой мировой войны работал в Красном Кресте.
Скончался 15 июня 1915 года в Варшаве от острого воспаления почек. Н. Н. Врангель был похоронен 19 июня 1915 года на Никольском кладбище Александро-Невской лавры.
В некрологе барону Врангелю А. Н. Бенуа написал: 

…Врангель выделялся в петроградском обществе (хотя и во всем этом было мало равных ему), горячей своей страстью, каким-то фанатизмом, придававшим ему оттенок какого-то подвижничества. И еще можно сказать так: это был герой и рыцарь искусства, не лишенный даже многих священных черт донкихотства, благодаря которым он, в свою короткую жизнь, пережил много тяжелого, много такого, от чего другие бегут и прячутся, чего боятся больше болезни и смерти. И последний поступок Врангеля — его полная отдача себя деятельности Красного Креста, был выражением его геройства, рыцарства, его жизненности…— Бенуа А. Н. Памяти Врангеля // «Современное слово». — 1915, 2 июля. — № 2680.

## Память
В 2009 году было создано «Санкт-Петербургское общество изучения и сохранения наследия Врангелей» и акция «Венок Врангелю», проводимая ежегодно 28 июня на Никольском кладбище Александро-Невской лавры, в день памяти барона Н. Н. Врангеля, у его возрожденной могилы (восстановлена в 2004 году).

## Адреса в Санкт-Петербурге
- 1906—1915 — Доходный дом А. И. и И. И. Кабатов (Знаменская улица, дом 24)[6]

## Публикации текстов
- Врангель Н. Н. История скульптуры / барон Н. Н. Врангель. — М. : И. Кнебель, 1913. — 416 с., 4 л. фронт., ил. : ил. — (История русского искусства / Игорь Грабарь ; т. 5). — OCLC 995561716.
- Врангель Н. Н. Дни скорби: Дневник 1914—1915 гг. / Публ., сост., коммент. А. А. Мурашева. — СПб.: Журн. «Нева»: Лет. сад, 2001.
- Врангель Н. Н. Старые усадьбы : Очерки истории русской дворянской культуры / Барон Николай Врангель; вступ. ст. Ф. М. Лурье. — СПб. : Нева : Летний сад, 1999. — 317, [2] с., [9] л. ил., портр. — 4000 экз. — ISBN 5-87516-115-9.